# هنري إليوت
هنري مايرز إليوت (بالإنجليزية: Henry Miers Elliot)‏ (1808 - 1853 م) هو مستشرق إنكليزي، عني بتاريخ المسلمين في الهند.

## آثاره
من آثاره:
- «تاريخ الهند برواية مؤرخيها: الفترة المحمدية» The History of India as told by its own Historians The Muhammadan Period 1867 – 1877 م في ثمان مجلدات.
- «فهرس كتب المؤرخين الذين كتبوا عن الهند الإسلامية» Bibliographical Index to the historians of Muhammadan India ، كلكتا 1849 م.[4]